# 디브예 바베 플루트

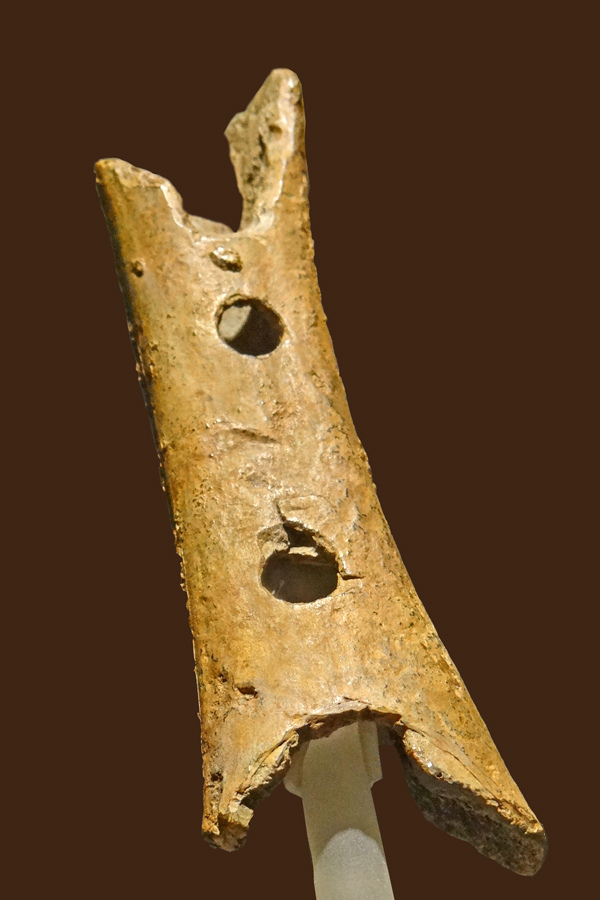
디브예 바베 플루트

디브예 바베 플루트(Divje Babe Flute)는 1995년 슬로베니아 서북부에 있는 체르크노 근처의 카르스트 동굴인 디브예 바베에서 발견된 선사시대의 유물이다. 동굴곰 넙다리뼈의 속을 비우고 구멍을 뚫은 것으로 보아 플루트와 같은 악기로 사용된 것으로 보인다. 뼈 플루트를 만든 주인공은 네안데르탈인으로 추정되고 있어 네안데르탈 프루트라고도 불리다. 그러나 일부에서는 악기를 만든 사람이 오리냐크 문화에 속하는 크로마뇽인이라고 추정하기도 한다. 다른 한편에서는 사람이 아닌 동물에 의해서도 이런 구멍이 날 수 있다고 주장하고 있지만 선사시대 유물로 인정되어 류블랴나의 슬로베니아 국립박물관에 "네안데르탈 플루트"로 전시되어 있다. 지금까지 발견된 것 가운데 가장 오래된 관악기로 소개된다.

## 슬로베니아의 구멍 뚫린 뼈 발견 역사

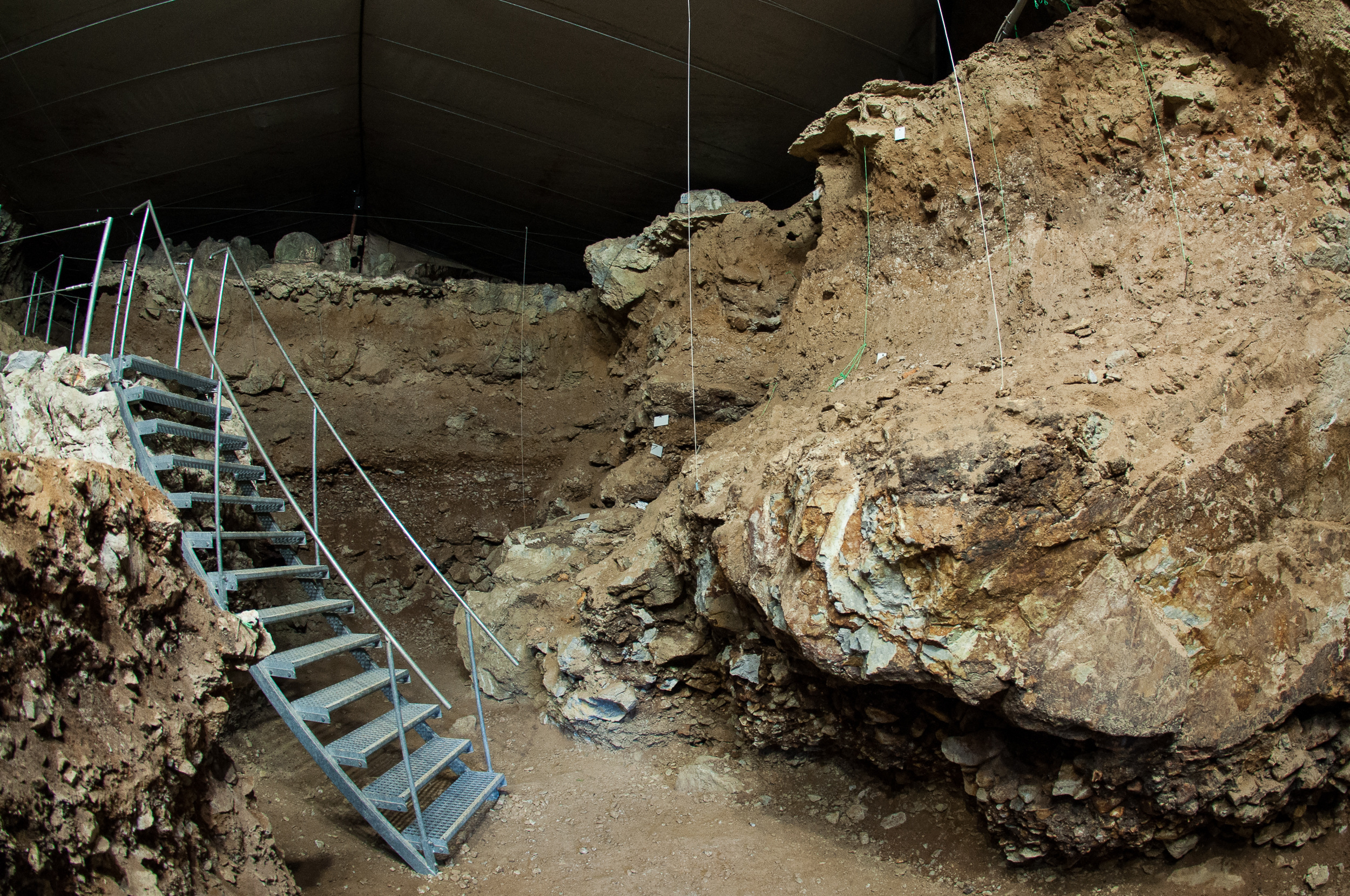
디브예 바베 1 동굴

디브예 바베는 슬로베이아에서 가장 오래된 선사 유적지이다. 45 m 가량의 수평 굴로 폭은 15 m 정도이다. 체르크노 근처의 이드리차강에서 230 m 정도 떨어져 있는 이곳은 사람들이 많이 찾는 관광지이기도 하다. 동굴에서는 시대를 달리하는 최소 10 개 이상의 층에서 600 점이 넘는 유물과 20여 개의 화덕이 발견되었고 오래된 것은 플라이스토세의 기후 변화 시대까지 거슬러 올라간다. 다수의 동굴곰 뼈도 함께 출토되었다. 슬로베니아 국립 박물관은 디브예 바베 플루트가 대략 5만5천년 전에 형성된 층에서 발견되었고 이는 "플라이스토세 중기 말"에 해당하며 당시 이 동굴의 거주민은 네안데르탈인이었다고 설명하고 있다.
뼈에 구멍이 뚫린 유물은 슬로베니아에서 이미 여러 차례 발견된 바 있다. 슬로베니아의 고고학자 스레치코 브로다(Srečko Brodar, 1893년 – 1987년)은 1920년대와 30, 40년대에 서로 각기 다른 크기의 구멍이 뚫려 있는 뼈 10 점을 알프스 북부 카라반케산의 포토치카 동굴에서 발견한 바 있다. 그러나 이 유물들은 제2차 세계 대전 와중에 모두 파괴되고 말았다. 당시 유물 가운데에는 동굴곰 아래턱뼈에 세 개의 구멍을 뚫은 것이 유명하였다.
재2차 세계 대전 중에 모리시카 동굴과 베탈로프 거주지에서 비슷한 표본이 발견되었는데 이 유물은 현재 슬로베니아 국립 박물관이 소장하고 있다. 아버지인 스레치코 브로다를 도와 많은 뼈를 발굴하였던 미트야 브로다는 유물들의 시기를 무스티에 문화 말기에서 오리냐크 문화 초기로 추정하고 있는데, 서유럽에서는 이와 같은 유물이 아직 발견되지 않았다. 유럽의 구석기 유물 대부분이 프랑스에서 발견되고 있기 때문에 슬로베니아의 유물은 국제적 연구가 아직 완전히 인정받지 못하는 편이다. 세계대전 이전 시기 포토치카 동굴에서 발굴되었던 뼈들은 대체로 크로마뇽인의 것으로 추정되고 있으며 미트야 브로다는 이 유물들이 중부 유럽 오리냐크 문화에 속한다고 본다. 미트야 브로다는 디브예 바베 플루트 역시 크로마뇽인 문화에 속한다고 추정하였지만, 슬로베니아 학계에서는 그 보다 오랜 네안데르탈인의 것이라고 여기고 있다.

## "네안데르탈 플루트"
1995년 슬로베니아 과학기술 아카데미 소속의 고고학자 이반 투르크는 4만3천1백년 전 무렵의 것으로 보이는 동굴곰 넙다리뼈를 디브예 바베의 무스티에 문화 시기 화덕 옆에서 발견하였다. 뼈의 모습이 플루트와 흡사하였으므로 그는 이것이 "네안데르탈 플루트"일 수 있다고 생각하였다. 양 끝이 모두 부러진 뼈는 동굴곰 왼쪽 넙다리뼈의 골간으로 두 개의 온전한 둥근 구멍이 남아 있는데 부러진 끝 쪽에도 구멍 흔적이 있어서 최소 4개 이상의 구멍이 가지런히 뚫려 있던 것으로 보인다. 남아 있는 뼈의 길이는 133.6 mm로 동굴곰은 생후 1 - 2년 정도였다. 뚫려 있는 구멍의 지름은 각각 9.7 mm, 9.0 mm 이고 구멍 사이의 간격은 구멍의 중앙에서 중앙까지 35 mm이다.
이 뼈가 실제 플루트로 사용되었다면 4만3천년 전에 이미 음악을 연주하였다는 의미가 된다. 이반 투르크는 다른 동물이 뼈를 씹다가 구멍을 낸 것인지 사람이 일부러 뚫은 것인지에 따라 유물의 의미가 완전히 달라지기 때문에 이를 "결정적 문제"라고 하였다.
이 뼈는 슬로베니아 국립 박물관에 소장되었고 공식 웹사이트에 소개되어 있다. 슬로베니아의 자랑거리가 된 이 뼈는 텔레비전 프로그램에서 복제품을 만들어 연주를 하기도 하였고 관악기의 역사 연구자이자 플루트 연주자인 젤 애터마 역시 연주 영상을 만들었다.
한편 프랑스 출신의 이탈리아 화석학자 프란체스코 델리코를 비롯한 클라우스-스테판 홀더만, 조르디 세랑게리, 필리프 G. 체이스, 에이프릴 노웰 등은 이 뼈의 구멍이 다른 동물이 씹어서 생긴 것이라고 추정하였다.

### 구멍 위치에 대한 논쟁
2000년 캐나다의 음악이론 학자 밥 핑크는 하나의 관에 네 개의 구멍이 무작위로 뚫려도 가지런히 정렬만 되어 있다면 악기로도 쓸 수 있다고 밝혔다. 동물이 씹어서 생긴 구멍이라는 델리코의 가정에 투르크는 델리코가 제시한 다른 동물들의 이빨 자국에 의해 생긴 구멍들이 모두 가지런히 직선으로 정렬되지 않았다는 점을 지적하였다. 반면에 디브예 바베 플루트는 정 중앙에 가지런히 구멍이 정렬되어 있어 인위적으로 뚫었을 가능성이 더 높다는 것이다.
만약 이 구멍들이 동물이 씹어서 생긴 것이라면 한 번에 두 개의 구멍을 낼 수 있다는 근거가 없다. 뼈를 가지런히 물고 강하게 씹어야 하기 때문이다. 앞의 화석학자들은 동물이 여러 번 씹어서 이런 구멍을 만들 수 있다고 본다. 투르크는 한 번이건 여러 번이건 이런 간격을 두고 구멍을 낼 수 있는 동물이 딱히 없다고 주장하였고, 노웰은 1998년 《현대 인류학》에 낸 논문에서 이런 구멍을 낼 수 있는 동물로 늑대를 지목하였다.
이아인 모를리는 2006년 11월 자신이 여전히 동물의 치아에 의해 난 구멍이라는 가설을 지지하지만 공굴곰 넙다리뼈의 골간에 난 구멍의 원인을 두고 벌이는 델리코와 투르크의 논쟁은 둘 다 실질적인 뼈에 대한 실험이 이루어지지 않아 확증적이지 않다고 지적하였다. 다만, 이 뼈가 처음 발견 되었을 때부터 플루트로 상정되었기 때문에 다른 가능성을 배제하려는 경향이 있다고 보았다.
벨기에 리에주 시립 대학교 부속 선사시대 박물관의 이사인 마르셀 오트는 2000년 4월 《현대 인류학》에 기고한 글에서 디브예 바베 플루트의 두 구멍 반대편에 엄지 손가락 구멍이 있었을 가능성을 지적하였다. 이렇게 되면 디브예 바베 플루트는 옥타브 변화를 의도하고 만든 완전한 악기가 된다.
투르크는 매사추세츠 공과대학교의 《음악의 기원》에 저자로 참여하여 "(플루트와 같이 보이는 정렬된 구멍은) 둘 다 가능성이 있다. 동물의 치아가 만든 구멍이라면 보다 많은 씹던 자국이 보여야 할 것이고, 그렇지 않다면 동굴에 거주하던 사람들의 손에 의해 제작된 것이라고 볼 수 있다"고 서술하였다.
2015년 카이우스 G. 디드리히는 점박이하이에나를 이 뼈에 구멍을 낸 동물로 지목하였다. 이미 죽은 동굴곰의 사체를 씹어 먹다가 이런 구멍을 만들어 냈다는 것이다.

### 구멍 모양에 대한 논쟁
델리코는 구멍이 난 동굴곰 뼈들의 다른 사례를 함께 모아 이 뼈를 분석하면서 사람의 손을 탄 흔적이 없다고 주장하였다. 다른 뼈들의 구멍들도 보다 완벽하거나 덜하거나의 차이는 있지만 둥그런 모양을 지니고 있다. 그러나 동물이 씹은 것이 확실한 다른 뼈들은 투르크가 지적하는 바와 같이 가지런히 정중앙에 정렬되어 있지는 않다. 고기를 발라 먹는 동물이 뼈를 가지런히 놓고 씹을 이유는 없기 때문에 구멍을 내더라도 대개는 어느 한 쪽으로 치우치기 마련이다. 그러나 델리코는 동물의 치아도 얼마든지 완전히 둥근 구멍을 낼 수 있고 그 중에 하나 쯤은 우여히 정 가운데로 가지런히 정렬된 구멍을 낼 수도 있다는 입장이다. 둘의 논쟁은 21세기 초까지도 이어졌다.
투르크는 실험을 통해 논박하기 위해 연구실에서 갖 죽은 곰의 뼈에 동물이 씹을 때 만들어지는 구멍을 내는 실험을 하였다. 이 실험에서 곰뼈는 모두 구멍이 나기 전에 뼈가 갈라져 버렸다. 반면에 디브예 바베의 뼈는 조금도 갈라진 흔적이 없기 때문에 투르크는 이것을 사람의 손에 의해 구멍을 낸 증거로 보았다. 세심하게 힘들 조절하며 구멍을 뚫었다는 의미이다. 투르크는 이 결과를 《음악의 기원》에서 설명하면서 동물이 뼈를 씹을 때에는 당연히 두 턱을 모두 사용하기 때문에 한쪽에만 가지런한 두 개의 구멍을 내고 다른 편은 자국이 없는 것은 불가능하다는 의견을 곁들였다.
투르크는 1997년 책에서 디브예 바베 플루트에 난 구멍이 손가락들을 얻기 알맞은 위치이고 다른 동물의 치아가 내는 구멍의 일반적 모양인 타원형 대신 온전한 원형으로 이루어져 있으며 구멍 크기 역시 현대의 플루트가 갖는 크기와 거의 같아 악기로 제작되었다고 결론 내었다. 2005년 트루크는 컴퓨터단층촬영을 이용한 분석을 추가로 진행하여 뼈의 양 끝에 구멍이 하나 씩 더 만들어 졌어다고 분석하고 이렇게 4개의 구멍이 온전한 원모양이 되도록 뚫리는 것은 동물의 치아로는 불가능하다고 발표하였다.
슬로베니아 국립 박물관은 투르크의 발표를 "이 논쟁에 대한 최종적 결론"으로 보고 디브예 바베 플루트는 "네안데르탈인이 만든 것"으로 "악기의 기원"이라고 공표하였다.

### 골수
플루트는 내부의 관이 비어있어야 소리가 제대로 나오기 때문에 디브예 바베 플루트에 골수가 얼마나 남아 있는 지도 중요한 논점이다.
투르크는 《무스티에 뼈 플루트》 160쪽에서 골수가 일반적으로 뼈의 겉면 보다 색상이 약간 어둡기는 하지만 화석화 된 뼈의 경우 구분할 수 있을 정도는 아니고 다만 조직이 성겨서 해면화 된 것을 확인할 수 있을 뿐이라면서 디브예 바베 플루트의 경우 발견 당시 이미 골수 부분이 깨끗이 비워져 있었다고 서술하였다.
에이프릴 노웰은 언론과의 인터뷰에서 투르크가 자신들을 초대했을 때 이미 뼈의 구멍에 대한 자신들의 입장에 거부감을 가지고 있었다고 말하면서 씹다고 난 뒤 버려진 뼈는 처음부터 양 끝이 부숴져 있었기 때문에 오랜 세월이 지남에 따라 골수도 자연히 사라지고 이빨에 의한 구멍도 자연히 더 둥그렇게 될 수 있다는 점을 인정하지 않았다고 말했다.

### 음계

밥 핑크가 제시한 현대 플루트와 디브예 바베 플루트의 비교

밥 핑크는 1997년 뼈에 뚫린 구멍들이 도 레 미 파에 해당하는 장음계를 이룬다고 발표하였다. 밥 핑크는 파손되어 부분만 남은 것을 합하여 4개의 구멍을 분석하였다. 핑크가 제시한 그림과 같이 구멍의 위치는 현대의 플루트와도 잘 맞지만 단음계를 연주할 구멍은 없다.
노웰과 체이스는 《음악 고고학 연구 III》에서 이 어린 동굴곰 뼈에 난 4개의 구멍으로는 반 옥타브도 내기 힘들다고 주장하였다. 그러자 마티야 투르크는 2011년 음악 아카데미 회원 리우벤 딤카로스키와 협력하여 유물의 복제품을 제작하고 이것이 2옥타브 반을 낼 수 있음을 증명해 보였다. 딤카로스키는 목제와 뼈로 만든 30여 개의 복제품을 사용하여 시험하였고, 뼈 플루트는 슬로베니아 사냥 협회의 도움을 받아 갈색곰 뿐만 아니라 염소, 돼지, 사슴 등 다양한 두께의 뼈를 이용하여 제작되었으며 그 중에 디브예 바베 플루트와 가장 크기와 모양이 비슷한 복제품을 사용하여 연주하였다.

## 같이 보기
- 네안데르탈인
- 무스티에 문화
- 선사시대 음악
- 자후 뼈피리(贾湖骨笛, 기원전 7천년 무렵)

## 참고 문헌
- Brodar, Mitja. 2009. Stara kamena doba v Sloveniji = Altsteinzeit in Slowenien. Ljubljana, samozalozba.
- Chase, Philip G.; Nowell, April (1998). “Taphonomy of a Suggested Middle Paleolithic Bone Flute from Slovenia”. 《Current Anthropology》 39 (4): 549–53. doi:10.1086/204771.
- Chase, Philip G.; Nowell, April (2002). 〈Ist der Knochen eines Höhlenbären aus Divje Bebe, Slowenien, eine Flöte des Neandertalers?〉 [Is a cave bear bone from Divje Babe, Slovenia, a Neanderthal flute?].   Hickmann, Ellen; Kilmer, Anne Draffkorn; Eichmann, Ricardo. 《Studies in Music Archaeology III, Part I. The Archaeology of Sound: Origin and Organisation. Papers from the 2nd Symposium of the International Study Group on Music Archaeology at Monastery Michaelstein, 17-23 September 2000》. Rahden: Leidorf. 69–81쪽. ISBN 978-3-89646-640-2.
- D'Errico, Francesco; Villa, Paola; Llona, Ana C. Pinto; Idarraga, Rosa Ruiz (1998). “A Middle Palaeolithic origin of music? Using cave-bear bone accumulations to assess the Divje Babe I bone 'flute'”. 《Antiquity》 72 (275): 65–79. doi:10.1017/S0003598X00086282.
- D'Errico, Francesco (2003). “Archaeological Evidence for the Emergence of Language, Symbolism, and Music—An Alternative Multidisciplinary Perspective” (PDF). 《Journal of World Prehistory》 17: 1–70. doi:10.1023/A:1023980201043. 2015년 9월 24일에 원본 문서 (PDF)에서 보존된 문서. 2015년 5월 27일에 확인함.
- Edgar, Blake (1998). “Could Neanderthals Carry a Tune?”. 《California Wild》 (California Academy of Sciences) 51 (3 [Summer]). 2007년 3월 12일에 원본 문서 (subscription required)에서 보존된 문서. 2007년 1월 2일에 확인함.
- Fink, Bob, 1997. “Neanderthal Flute: Oldest Musical Instrument's 4 Notes Matches 4 of Do, Re, Mi Scale”. 2007년 1월 27일에 원본 문서에서 보존된 문서. 2006년 1월 22일에 확인함.
- Fink, Bob (2000). “Odds calculated against Neanderthal flute being a chance product of animal bites”. 2006년 5월 27일에 원본 문서에서 보존된 문서. 2006년 5월 27일에 확인함.
- Fink, Bob, 2002-3, "The Neanderthal flute and origin of the scale: fang or flint? A response," in: Ellen Hickmann, Anne Draffkorn Kilmer and Ricardo Eichmann (Eds.), Studies in Music Archaeology III, Verlag Marie Leidorf GmbH., Rahden/Westf. Germany, pp 83–87. Probability analysis.
- Holdermann, Claus-Stephan; Serangeli, Jordi (1999). “Die 'Neanderthalerflöte' von Divje-Babe: Eine Revolution in der Musikgeschichte?”. 《Musica Instrumentalis: Zeitschrift für Organologie》 2: 147–57.
- Morley, Iain (October 2003). 《The Evolutionary Origins and Archaeology of Music》 (PDF) (PhD Thesis). Darwin College Research Reports. Cambridge University. 2016년 3월 4일에 원본 문서 (PDF)에서 보존된 문서. 2015년 5월 27일에 확인함.
- Morley, Iain (2006). “Mousterian musicianship? The case of the Divje babe I bone”. 《Oxford Journal of Archaeology》 25 (4): 317–333. doi:10.1111/j.1468-0092.2006.00264.x.
- Otte, Marcel (2000). “On the Suggested Bone Flute from Slovenia”. 《Current Anthropology》 41 (2): 271–272. doi:10.1086/300129. PMID 10702145.
- Turk, Ivan, ed. (1997). 《Mousterienska Koscena Piscal in druge najdbe iz Divjih Bab I v Sloveniji (Mousterian Bone Flute and other finds from Divje babe I Cave site in Slovenia)》. Znanstvenoraziskovalni Center Sazu, Ljubljana, Slovenia. ISBN 978-961-6182-29-4.
- Turk, Ivan (2003). “Neanderthal flute”. 2015년 5월 27일에 원본 문서에서 보존된 문서. 2015년 5월 27일에 확인함.
- Turk, Ivan, Miran Pflaum, and Dean Pekarovič. 2005. "Rezultati računalniške tomografije najstarejše domnevne piščali iz Divjih bab I (Slovenija): prispevek k teoriji luknjanja kosti", "Results of Computer Tomography of the Oldest Suspected Flute from Divje Babe I (Slovenia): Contribution to the Theory of Making Holes in Bones" (English & Slovenian). Arheološki vestnik: Acta archaeologica—Ljubljana : Slovenska Akademija Znanosti in Umetnosti, Sekcija za arheologijo 56:9-36. (2005 version contains tomography slice photos & analysis)
- Turk, Matija and Dimkaroski, Ljuben. 2011. "Neandertalska piščal iz Divjih bab I: stara in nova spoznanja", "Neanderthal Flute from Divje babe I: Old and New Findings" (English & Slovenian). Opera Instituti Archaeologici Sloveniae : Založba ZRC SAZU, Ljubljana 21:251-265.
- Turk, I; Blackwell, B; Turk, J; Pflaum, M (2006). “Résultats de l'analyse tomographique informatisée de la plus ancienne flûte découverte à Divje babé I (Slovénie) et sa position chronologique dans le contexte des changements paléoclimatiques et paléoenvironnementaux au cours du dernier glaciaire”. 《L'Anthropologie》 110 (3): 293–317. doi:10.1016/j.anthro.2006.06.002.
- Wallin, Nils, Björn Merker, and Steven Brown, eds. 2000. The Origins of Music. Proceedings of the First Florentine Workshop in Biomusicology, Fiesole, 1997. Cambridge, Mass.: MIT Press. ISBN 0-262-23206-5.
- Yu, Edwin S.K.; Bonnie A.B. Blackwell; Ivan Turk; Joel I. B. Blickstein; Anne R. Skinner; Mimi N. Divjak (2001). 〈ESR Dating Human Cultural Evolution and Climatic Change During the Late Pleistocene at Divje Babe I, Slovenia〉. 《Poster session paper abstract》. Boulder, CO: Geological Society of America. 2006년 10월 18일에 원본 문서에서 보존된 문서. 2006년 12월 29일에 확인함.